# Progomphus borealis
Progomphus borealis – gatunek ważki z rodziny gadziogłówkowatych (Gomphidae). Występuje na terenie Ameryki Północnej – w południowo-zachodnich i południowo-środkowych USA oraz w Meksyku.